# ISTAF Berlin

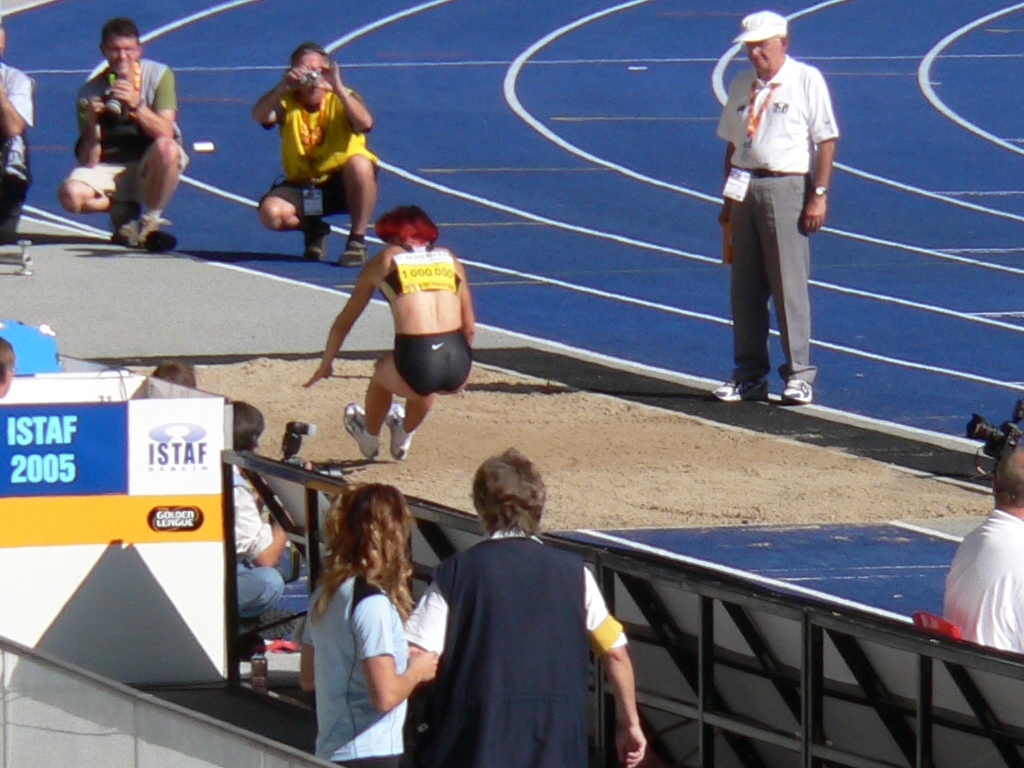
Tatjana Lebedewa, die Siegerin des Dreisprungs der Frauen beim ISTAF und Golden-League-Jackpot-Gewinnern 2005, bei ihrem Siegessprung über 14,85 m

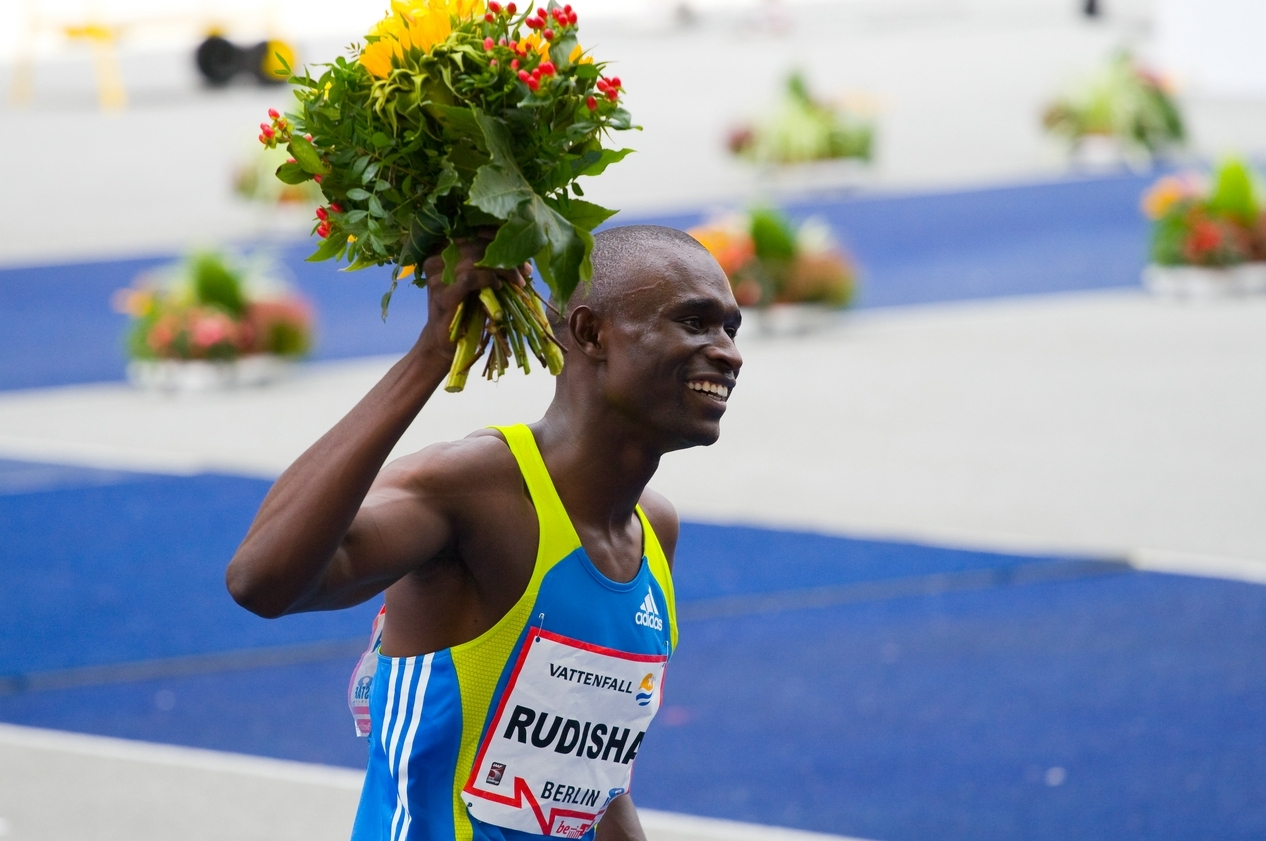
David Rudisha nach seinem Weltrekord 2010

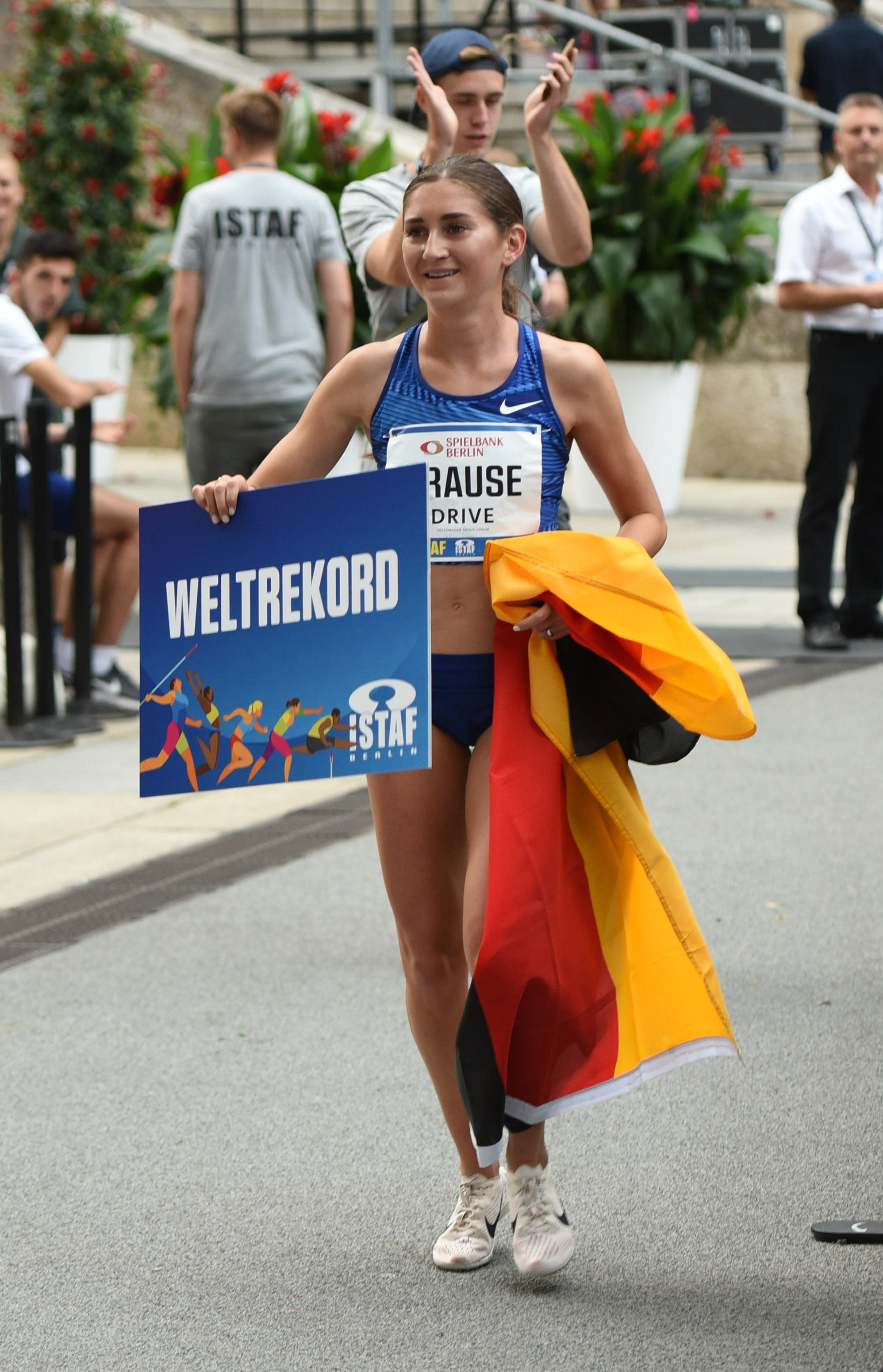
Gesa Krause feiert ihre Weltbestleistung über 2000 Meter Hindernis beim ISTAF Berlin 2019.

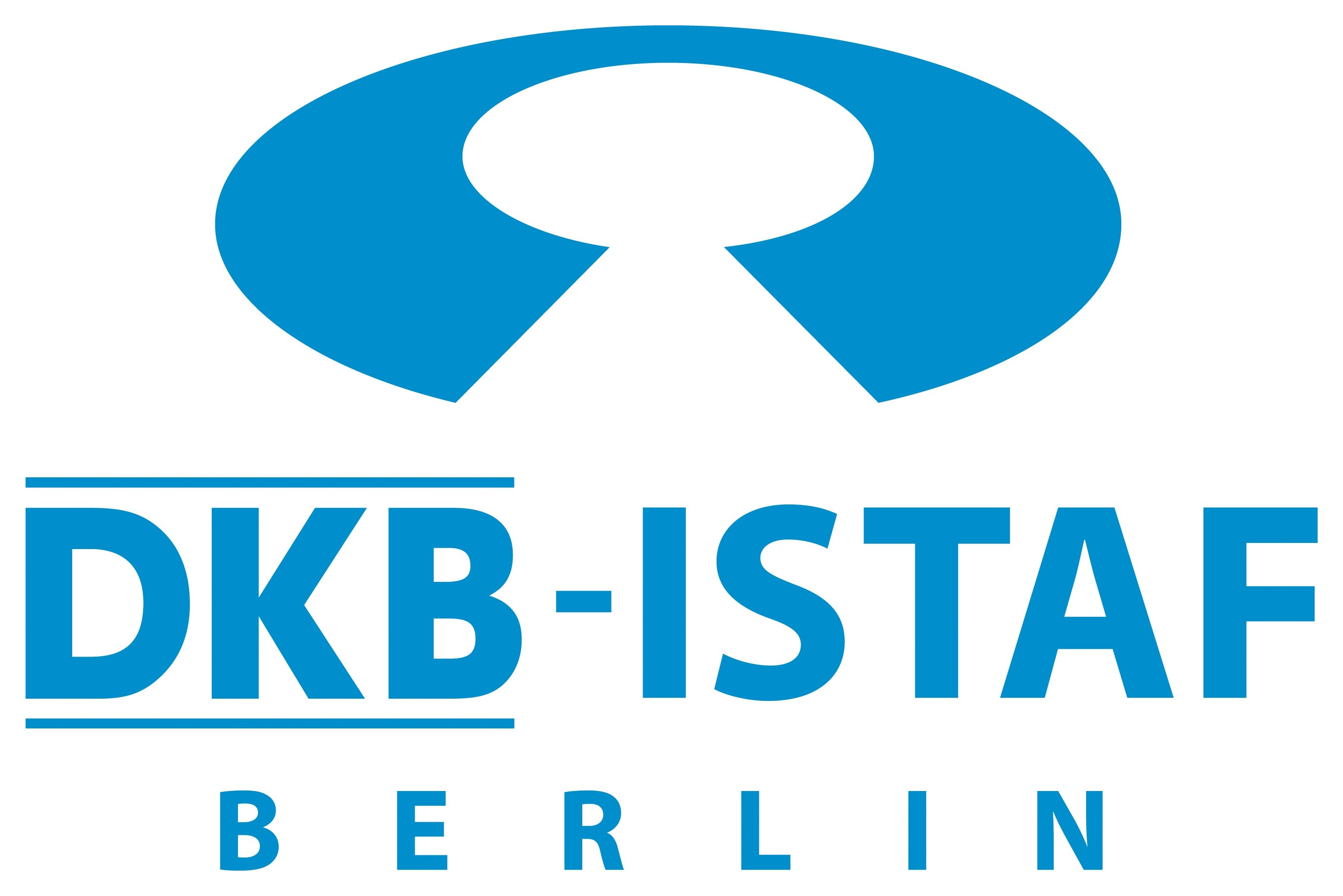
Historisches Logo

Das Internationale Stadionfest Berlin (ISTAF) ist eine traditionsreiche Leichtathletikveranstaltung in Berlin. Die erste Veranstaltung unter dem Namen ISTAF fand am 3. Juli 1921 im Deutschen Stadion statt. Seit 1937 wird das ISTAF regelmäßig ausgetragen. Es gehört zur World Athletics Continental Tour.

## Geschichte
Während des Zweiten Weltkriegs und danach gab es 1940 und 1943–48 mehrere ISTAF-lose Jahre. Danach fiel es nur 1951/52 und, nach dem Attentat auf israelische Sportler bei den Olympischen Spielen in München, 1972/73 aus.
Seit 1955 findet die Veranstaltung jährlich im Berliner Olympiastadion statt. Sie war in einigen Jahren auch eine Hallenveranstaltung in der Deutschlandhalle, zuletzt 1968. Vier ISTAF-Veranstaltungen in den Jahren 1938, 1941, die erste nach dem Krieg im Jahr 1949 und 1953 wurden im Mommsenstadion ausgetragen. 2002 und 2003 fand das ISTAF wegen des Umbaus des Olympiastadions im Friedrich-Ludwig-Jahn-Sportpark statt.
Von 1993 bis 1997 gehörte das ISTAF zu den Golden Four und war als letzter Austragungsort von den vier Meetings zugleich das Finale. Anschließend war Berlin Bestandteil der Golden League, wiederum mit dem Status des Finalortes, mit Ausnahme der Jahre 2002 und 2003, als das Olympiastadion saniert wurde.
Im Laufe der Jahre wurden beim ISTAF 16 Weltrekorde aufgestellt, darunter der erste Zwei-Meter-Sprung im Frauen-Hochsprung durch Rosemarie Ackermann aus der DDR am 26. August 1977. Den Golden-League-Jackpot 2004 in Berlin gewannen die 400-Meter-Läuferin Tonique Williams-Darling von den Bahamas und der schwedische Dreispringer Christian Olsson. Beim Finale am 4. September 2005 gewann Tatjana Lebedewa aus Russland als Einzige den Jackpot und erhielt einen Scheck in Höhe von 1 Million US-Dollar.
Im Jahr 2006 wurde der Jackpot unter fünf Athleten aufgeteilt: Die Amerikanerin Sanya Richards (400 m) gewann als einzige Frau ihren Anteil von 250.000 Dollar, den restlichen Jackpot teilten sich Irving Saladino (Panama, Weitsprung), Kenenisa Bekele (Äthiopien, 5000 m), Jeremy Wariner (USA, 400 m) und Asafa Powell (Jamaika, 100 m).
Im Jahr 2007 stieg das Internationale Stadionfest zum zuschauerstärksten Ein-Tages-Meeting auf. Das Olympiastadion war mit 70.253 Zuschauern bis auf den letzten Platz belegt. Den Jackpot teilten sich erneut Sanya Richards (USA, 400 m) und Jelena Gadschijewna Issinbajewa (Russland, Stabhochsprung). Im Jahr 2008 bildete das ISTAF erstmals den Auftakt zur Golden-League-Serie und fand deshalb bereits am 1. Juni statt.
Seit 2010 gehört das ISTAF zur World Challenge. Bei der Premiere am 22. August 2010 lief der Kenianer David Rudisha in 1:41,09 min Weltrekord über die 800 Meter der Männer und verbesserte somit die bisherige Bestmarke um 2/100 Sekunden.
Seit 2014 findet nach 1968 in der Mercedes-Benz Arena (Berlin)  das ISTAF Indoor als Ableger des ISTAF Berlin statt. Am 31. Januar 2021 soll in Düsseldorf als Nachfolger des PSD Bank Meeting und vor einer größeren Kulisse im PSD Bank Dome das ISTAF Indoor Düsseldorf ausgetragen werden.
Meetingdirektor und Geschäftsführer des ISTAF ist Martin Seeber.
Seit 2020 gehört das ISTAF zur World Athletics Continental Tour.

## Rekorde

### Weltrekorde
| Datum             | Athlet                                 | Disziplin        | Leistung     |
| ----------------- | -------------------------------------- | ---------------- | ------------ |
| 1. August 1937    | Stanisława Walasiewicz ( Polen)        | 100 m            | 11,6 s       |
| 1. August 1937    | Barbara Burke ( Südafrikanische Union) | 80 m Hürden      | 11,6 s       |
| 30. Juli 1939     | Christel Schulz ( Deutsches Reich)     | Weitsprung       | 6,12 m       |
| 4. Juli 1970      | Kerry O’Brien ( Australien)            | 3000 m Hindernis | 8:22,0 min   |
| 22. August 1975   | Steve Williams ( USA)                  | 100 m            | 9,9 s        |
| 22. August 1975   | Guy Drut ( Frankreich)                 | 110 m Hürden     | 13,0 s       |
| 26. August 1977   | Rosemarie Ackermann ( DDR)             | Hochsprung       | 2,00 m       |
| 18. August 1978   | Ulrike Bruns ( DDR)                    | 1000 m           | 2:32,0 min   |
| 18. August 1978   | Krystyna Kacperczyk ( Polen)           | 400 m Hürden     | 55,44 s      |
| 23. August 1985   | Saïd Aouita ( Marokko)                 | 1500 m           | 3:29,46 min  |
| 18. August 1989   | Arturo Barrios ( Mexiko)               | 10.000 m         | 27:08,23 min |
| 17. August 1990   | Christine Wachtel ( DDR)               | 1000 m           | 2:30,57 min  |
| 7. September 1999 | Hicham El Guerrouj ( Marokko)          | 2000 m           | 4:44,79 min  |
| 22. August 2010   | David Rudisha ( Kenia)                 | 800 m            | 1:41,09 min  |
| 31. August 2014   | Anita Włodarczyk ( Polen)              | Hammerwurf       | 79,58 m      |

### Weltbestleistungen
| Datum             | Athlet                               | Disziplin        | Leistung    |
| ----------------- | ------------------------------------ | ---------------- | ----------- |
| 6. September 2015 | Virginia Nyambura ( Kenia)           | 2000 m Hindernis | 6:02,16 min |
| 27. August 2017   | Caster Semenya ( Südafrika)          | 600 m            | 1:21,77 min |
| 1. September 2019 | Gesa Felicitas Krause ( Deutschland) | 2000 m Hindernis | 5:52,80 min |

## Schülerwettbewerbe
Seit 2003 gehören zum Wettkampfprogramm des ISTAF auch Schülerwettbewerbe. Hier finden die 50-Meter-Finalläufe der Aktion Deutschland sucht den Supersprinter für 10- bis 13-jährige Schüler und Schülerinnen statt. Außergewöhnlich sind außerdem die 16 × 50-m-Staffelläufe für Schülermannschaften im Grundschulalter mit je 8 Jungen und Mädchen.